# Le Traître et le Juif
 (février 2025).
- Si vous ne connaissez pas le sujet, laissez ce bandeau (vous pouvez alors contacter les auteurs).
- Si vous supprimez le contenu mis en cause (vous pouvez préalablement contacter les auteurs),

argumentez précisément cette suppression dans la page de discussion
(un manque de référence n'est pas un argument ; une recherche réelle de référence doit avoir été effectuée, être formellement documentée).
Le Traître et le Juif est un essai controversé d'Esther Delisle, paru en 1992, qui porte sur ce que l'auteur qualifie d'antisémitisme canadien-français et d'intolérance fasciste prétendument enracinés dans la société canadienne-française des années 1930.
Les recherches d'Esther Delisle  (Le Traître et le juif,, de même que Mythes mémoires et mensonges et Essai sur l'imprégnation fasciste au Québec qui constituent la suite de sa thèse principale) relèvent essentiellement du genre de l'essai. Delisle tente d'incorporer les concepts de « fascisme » et de « nazisme » dans un contexte québécois, projet controversé qui lui a valu un certain nombre de critiques. En outre, elle prétend que certains des précurseurs de la Révolution tranquille auraient "menti" quant à leur supposées sympathies nazies passées et qu'ils auraient, selon Deslisle, occulté des faits liés à des engagements "d'extrême-droite" durant leur jeunesse.
Selon l'auteur, il y aurait eu au Canada français une frange de la population et des élites intellectuelles qui auraient adhéré, à divers degrés, au nazisme. L'idéologie nazie aurait été alimentée, son elle, par les travaux de certains intellectuels canadiens-français des années 1930. À cet égard, le cas de Lionel Groulx fait ici l'objet d'une révision historique orientée, peu nuancée, et que l'on a généralement démenti, comme l'a fait le socioligue Gérard Bouchard, qui l'a vivement condamnée.
Sa thèse de doctorat, genéralement réprouvée par la classe politique, mais aussi par les spécialistes de science sociale québécois, a suscité des clivages considérables au moment d'être validée par le jury chargé de sa réception.
Chose certaine, d'autres contributions doivent nuancer les recherches d'Esther Delisle. Ce type de travail offre certes une multiplicité d'informations tirés du dépouillement de nombreux documents d'archives, mais, en général, ces ressources ne font pas l'objet d'un travail interprétatif qui contextualise les données.
Le fascisme mussolinien et le nazisme hitlérien ont eu une influence dans les autres provinces canadiennes durant les mêmes années. Au XXIe siècle, le négationnisme existe surtout en dehors du Québec français. Il semble exagéré de parler de « mémoire réprimée » ou de dénégation du passé dans les discours historiques portant sur le Québec des années 1930-1960. Bien des travaux restent à faire et de nombreux acteurs à relire et à mettre en perspective. Une comparaison avec la situation d'autres pays permettrait également de mieux comprendre l'« imprégnation » fasciste au Québec et, plus largement, au Canada.